# Janis Joplin
Janis Lyn Joplin, ameriška pevka popularne glasbe, * 19. januar 1943, Port Arthur, Teksas, † 4. oktober 1970, Los Angeles
Nad glasbo sta jo navdušila starša Seth in Dorothy Joplin. Že kot mlada se je zavzemala za pravice temnopoltih v ZDA. Folk in blues glasbo je začela peti v lokalni skupini Waller Creek Boys. Njena prava kariera je trajala vsega tri leta, a je v tem času postala glasbeni simbol uporništva za generacijo ob koncu šestdesetih let 20. stoletja. Kot članica skupine Big Brother and the Holding Company je zaslovela leta 1967 z nastopom na pop festivalu v Montereyju, ko je s hripavim glasom, pretresljivo izrazitostjo ter veliko muzikalnostjo prevzela poslušalce. Leta 1968 je posnela album Cheap Thrills z glasbenimi uspešnicami Piece Of My Heart, Summertime in Ball And Chain. Leta 1969 je ustanovila svojo skupino The Kosmic Blues Band in posnela album I Got Dem Ol' Kozmic Blues Again Mama! Naslednje leto je spet ustanovila novo skupino The Fulltilt Boogie, s katero je leta 1970 začela snemati album Pearl, ki je izšel po njeni smrti leta 1971, z uspešnico Me and Bobby McGee. Umrla je 4. oktobra 1970 v Los Angelesu zaradi prevelikega odmerka heroina.